# Synchlora guadelupensis
Synchlora guadelupensis är en fjärilsart som beskrevs av Claude Herbulot 1988. Synchlora guadelupensis ingår i släktet Synchlora och familjen mätare. Inga underarter finns listade i Catalogue of Life.